# Боска (Бреша)
Боска је насеље у Италији у округу Бреша, региону Ломбардија.
Према процени из 2011. у насељу је живело 24 становника. Насеље се налази на надморској висини од 159 м.